# Papa Leon al XI-lea
Papa Leon al XI-lea (n. 2 iunie 1535, Florența, Ducatul Florenței⁠(d) – d. 27 aprilie 1605, Roma, Statele Papale) a fost un papă al Romei. Numele la naștere a fost Alessandro Ottaviano de' Medici.
S-a născut la Florența, fiind fiul lui  Ottaviano de' Medici ( 11 iulie 1484 – 28 mai 1546) și Francesca Salviati. Papa Leon al XI-lea a fost papă în perioada 1 aprilie 1605 - 27 aprilie 1605.  

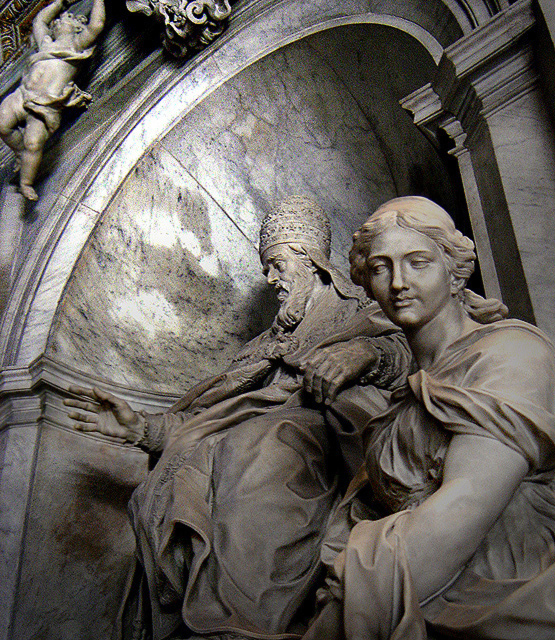
Papa Leon al XI-lea